# Rafał Ratajczyk
Rafał Ratajczyk (* 5. April 1983 in Żyrardów) ist ein ehemaliger polnischer Bahn- und Straßenradrennfahrer.
Rafał Ratajczyk gewann 2002 bei der U23-Bahnradeuropameisterschaft in Büttgen die Bronzemedaille im Scratch. 2004 wurde er Europameister (U23) im Punktefahren und gewann im Scratch die Silbermedaille. In der Saison 2005 fuhr Ratajczyk für das Straßenradsportteam Grupa PSB, wo er polnischer Meister im Zeitfahren der U23-Klasse wurde. Auf der Bahn gewann er 2006 die Scratch-Wettbewerbe bei den Weltcups in Manchester und Sydney. Bei den Bahnweltmeisterschaften in Bordeaux holte er sich die Silbermedaille im Punktefahren, und bei den Europameisterschaften in Ballerup wurde er Zweiter beim Omnium. 2007 gewann Ratajczyk erneut den Scratch beim Weltcup in Manchester. Bei der Bahn-WM in Palma gewann er die Bronzemedaille im Scratch und bei der Europameisterschaft in Alkmaar wurde er wieder Zweiter beim Omnium. 2011 wurde Ratajczyk Europameister im Punktefahren. Anschließend beendete er seine sportliche Laufbahn.
Rafał Ratajczyk wurde am 11. September 2009 nach der polnischen Bahnradmeisterschaft positiv auf Ephedrin getestet. Es wurde keine Sperre gegen ihn verhängt, da er den Wirkstoff unwissentlich zu sich genommen habe, aber sein bei der Meisterschaft errungener Titel wurde ihm aberkannt.

## Erfolge – Bahn
2002
- Europameisterschaft – Scratch (U23)

2004
- Europameister – Punktefahren (U23)
- Europameisterschaft – Scratch (U23)

2005
- Polnischer Meister – Einzelzeitfahren (U23)

2006
- Weltcup Manchester – Scratch
- Weltcup Sydney – Scratch

2007
- Weltcup Manchester – Scratch
- Europameisterschaft – Endurance Omnium

2009
- Europameister – Endurance Omnium

2010
- Europameisterschaft – Omnium

2011
- Europameister – Punktefahren

## Teams
- 2005 Grupa PSB
- 2006 MBK-Cycles-Scout

- 2011 CCC Polsat Polkowice
- 2012 CCC Polsat Polkowice